# Gymnopleurus profanus
Gymnopleurus profanus är en skalbaggsart som beskrevs av Fabricius 1792. Gymnopleurus profanus ingår i släktet Gymnopleurus och familjen bladhorningar. Inga underarter finns listade i Catalogue of Life.